# Smoking (film)
Smoking (tytuł oryg. The Tuxedo) – amerykański komediowy film sensacyjny, wydany 19 września 2002 roku. Film został wyreżyserowany przez Kevina Donovana.

## Obsada
Źródło: Filmweb

- Jackie Chan – Jimmy Tong
- Jennifer Love Hewitt – Del Blaine
- Jason Isaacs – Clark Devlin
- Debi Mazar – Steena
- Larissa Laskin – Angelica
- Scott Yaphe – Gabe
- Ritchie Coster – Banning
- Boyd Banks – Vic
- Mia Cottet – Cheryl
- Daniel Kash – Rogers

## Odbiór
Film zarobił 50 189 179 dolarów amerykańskich w Stanach Zjednoczonych, 3 283 769 funtów szterlingów w Wielkiej Brytanii, 3 516 998 dolarów australijskich w Australii i 1 541 450 w Hiszpanii i 103 577 euro we Włoszech. Łącznie całym świecie film zarobił 104 391 623 dolarów amerykańskich.
W 2003 roku podczas 16. edycji Nickelodeon Kids' Choice Awards Jennifer Love Hewitt zdobyła nagrodę Blimp Award w kategorii Favorite Female Butt Kicker, Jackie Chan zdobył nagrodę w kategorii Favorite Male Butt Kicker i był nominowany w kategorii Favorite Movie Actor.